# 이나가와정
이나가와정(일본어: 猪名川町)은 일본 효고현 남동부에 있는 정이다. 가와베군에 현존하는 유일한 지자체이자 한신 기타현민국의 관할구역이다.

## 지리
간사이, 서일본의 중심적 터미널인 도심역 오사카역, 우메다역에서 직선 거리로 25km의 비교적 근거리에 있으면서 예로부터 취락에 가까운 사토산의 삼림이나 전원 풍경을 중심으로 하는 풍부한 환경을 가진다. 정 남부는 효고현 가와니시시에서 계속되는 효고현의 유수한 분지 중 하나인 다다 분지의 일부를 형성하고 있다.
이나가와정 남부 지구에는 대규모 뉴타운이 3개가 있다. 이 3개의 뉴타운 지구가 대부분의 정민이 생활을 영위하고 있는 중심적 시가지가 되고 있다. 효고현 내에서 인구 증가율이 높은 편에 속한다. 북부는 자연이 많이 남아 있고 오노 알프스 랜드, 이나가와 묘원 등의 관광지가 있다.

## 역사
- 1955년 4월 10일 - 나카타니촌과 로쿠세촌이 합병해 이나가와정이 성립하였다.

## 인구
이나가와정 남부지구에는 대규모 뉴타운인 한큐닛세이 뉴타운(후시미다이, 마쓰오다이), 이나가와 파크타운, 쓰쓰지가오카 등 3곳이 있다. 이 3개의 뉴타운 지구에는 2017년 8월 말 기준 23,833명이 거주하고 있으며, 이나가와정 전체 주민(31,508명)의 75.64%를 차지하는 주민이 생활하는 중심 시가지가 되었다. 이외에도 정내에는 '이나가와다이', '이나가와소엔', '아사히가오카' 등의 중형 주택단지가 산재해 있으며 또한 향후에는 '닛세이 뉴타운(2차 개발)'과 산업단지와 복지시설 등을 포함한 '간카와 커뮤니티 타운'이 종합계획에 포함되어 있다('닛세이 뉴타운(2차 개발)'에 대해서는 정과 개발업자와의 협의가 진행 중이지만, 상당히 어려운 전망이라고 한다).
2010년 국세조사까지는 높은 인구 증가율을 보였으나, 2015년 인구조사에서는 인구 감소로 전환되었다. 오사카시로 통근하는 비율은 18.1%, 가와니시시로 통근하는 비율은 13.9%(모두 2010년 인구조사).
2020년 국세조사에서 전체 가구 수 중 핵가족 가구의 비율이 75.9%로 전국 시정촌 중 가장 높다.
| 연도 | 인구     | ±% |
| ---- | -------- | -- |
| 1970 | 7,032명  | —  |
| 1975 | 7,940명  | —  |
| 1980 | 11,526명 | —  |
| 1985 | 14,430명 | —  |
| 1990 | 21,558명 | —  |
| 1995 | 27,130명 | —  |
| 2000 | 29,094명 | —  |
| 2005 | 30,021명 | —  |
| 2010 | 31,739명 | —  |
| 2015 | 30,838명 | —  |
| 2020 | 29,680명 | —  |

## 교통

### 철도
- 노세 전철(일본어판) 닛세이선(일본어판)

### 도로
- 신메이신 고속도로
- 국도 제173호선 (일본)(일본어판)